# أليكسي غيراسيموف
أليكسي غيراسيموف (الروسية: Герасимов, Алексей Алексеевич) هو لاعب كرة قدم روسي وكازاخستاني في مركز الدفاع، ولد في 15 أبريل 1993 في بوريسوغليبسك في روسيا. لعب مع أورال يكاترينبورغ.

## وصلات خارجية
- أليكسي غيراسيموف على موقع قاعدة بيانات كرة القدم.إي يو (الإنجليزية)
- أليكسي غيراسيموف على موقع Soccerway.com (الإنجليزية)
- أليكسي غيراسيموف على موقع عالم كرة القدم.نت (الإنجليزية)